# Emma Ishta
Emma Ishta Douglas-Powell (ur. 16 listopada 1990 w Brisbane) – australijska aktorka i modelka, która wystąpiła m.in. w serialu Stitchers.

## Filmografia

### Filmy
| Rok  | Tytuł                              | Rola       | Uwagi                                  |
| ---- | ---------------------------------- | ---------- | -------------------------------------- |
| 2015 | I Smile Back                       | Katrina    |                                        |
| 2019 | Nocny patrol                       | Ally       |                                        |
| 2019 | Shadow Puppet                      | Leda       | krótkometrażowy też producentka wykon. |
| 2022 | Mr. Monk's Last Case: A Monk Movie | Gayle Eden |                                        |

### Telewizja
| Rok       | Tytuł                 | Rola            | Uwagi            |
| --------- | --------------------- | --------------- | ---------------- |
| 2014      | Black Box             | Cara            | 1 odc.           |
| 2014      | Power                 | Bella           | 1 odc.           |
| 2014      | Miłość na Manhattanie | Catharine       | 1 odc.           |
| 2015–2017 | Stitchers             | Kirsten Clark   | gł. rola         |
| 2018      | The Good Cop          | Belinda Mannix  | 1 odc.           |
| 2019      | Zaprzysiężeni         | Mindy Kaye      | 1 odc.           |
| od 2020   | Chicago Med           | Michelle Abrams | rola powracająca |
| 2021      | FBI                   | Nicole Wyatt    | 1 odc.           |
| 2022      | Gimme a Break         | Phoebe          | 4 odc.           |